# Гичин Фунакоши
Гичин Фунакоши (јап. 船越 義珍; Шури, 10. новембар 1868 — Токио, 26. април 1957) био је окинављански мајстор који је формално донео карате у Јапан 1921. године, и сматра се оцем модерног каратеа.

## Почетак
Врховни мајстор Фунакоши Гичин рођен је 10. новембра 1868. године у Јамакави (Шури, Окинава префектура), у самурајског породици, која је у ранијим временима била вазал племића из Ryukyu династије.
До 11. године већ је био познат у борилачким вештинама Ryukyu стила. Тренирајући код мајстора Азато Анкоа, убрзо је достигао свог учитеља и заједно с њим почео важити за најбољег вежбача борилачких вештина у том пољу. Такође, учио је karate-jutsu (пише се са карактерима који значе „борилачка вештина кинеска шака") код мајстора Итосу Анкоа. Оба учитеља била су импресионирана племенитошћу његовог карактера.

## Прелазак у Јапан
Како је током година наставио са тренинзима и развијао своје импозантне вештине, мајстор Фунакоши је постао председник Окинављанског друштва за борилачке вештине, као и инструктор у Окинављанској учитељској школи. Између 1906. и 1915. Гичин Фунакоши је са својим најбољим ученицима путовао кроз целу Окинаву, јавно демонстрирајући карате технике. Касније 1922. године, када Фунакоши имао 54 године, престонаследник и каснији јапански цар Хирохито као сведок таквих представа, позвао га је да на националном будо-конгресу у Токију 1922. године презентује свој карате. Ово представљање, прво јавно приказивање karate-jutsu-а у Јапану, било је потпуни успех. И до тада непознати мајстор борилачких вештина Фунакоши Гичин моментално је постао славан у јапанском свету борилачких вештина.
Одмах потом, оснивач модерног Џудоа, Кано Џигоро, који је и сам присуствовао демонстрацији на будо-конгресу, позвао је мајстора Фунакошија и пријатеља Макото Гима у Кодокан џудо дођо да направе демонстрацију ката. Веома посећени догађај испунио је Кодокан дођо до последњег места, и биио толико добро примљен да се мајстор Фунакоши нашао под притиском са свих страна да остане у Токију.
Одушевљен идејом да даље промовише борилачку вештину за коју се већ толико заложио да пренесе у Јапан, мајстор Фунакоши је убрзо почео да држи тренинге на Токијском Meiseijuku-у, дому за окинављанске студенте. Године 1922. објавио је књигу под називом "Ryukyu Kempo Karate". То је било прво формално представљање karate-jutsu-а у Јапану. Садржај књиге је био не само свеж и необичан, већ и одлично написан, и одмах је створио до тада невиђени карате бум.
"Познато је да је на својим путовањима кроз Јапан, када је показивао своју вештину и подучавао Каратеу Фунакоши увек водио са собом Текеши Шимоду (Tekeshi Shimoda), свог сина Јошитаку (Yoshitaka), Егамиa (Egami) и Оцуку (Otsuka) . Његови главни инструктори 30-тих и 40-тих година били су Т. Шимода и Ј. Фунакоши." Richard Kim (karate)

## Шотокан
Како је популарност karate-jutsu-а расла, мајстор Фунакоши је увео први систем "дан рангирања“ у априлу 1924. године.
Отприлике у исто време, уз подршку свог учитеља Будизма, Абот Фурукава Џодоа из Енкакуји храма у Камакури, мајстор Фунакоши је почео да практикује Зен. Прихватио је познато Будистичко учење које каже „форма је празнина и празнина је форма“. Почео је да увиђа значај тог учења за своју борилачку вештину, и на крају променио знаке за реч карате од кара + те ("кинеска“ + „шака") у кара + те ("празна“ + „шака").
Такође, у циљу популаризовања „локалне“ окинављанске борилачке вештине у остатку Јапана, мајстор Фунакоши створио је комплетан систем техника и теорије, и променио кинеска и окинављанска имена ката у стандардна јапанска. Године 1929, после доста размишљања, такође је променио име karate-jutsu-а ("борилачка вештина кинеска шака") у карате-до ("пут каратеа“, или „пут празне шаке"). Ово је изазвало незадовољство на Окинави, на коју се више никад није вратио. Затим је дефинисао двадесет учења каратеа, и афирмисао главну карате филозофију.
Број људи који су хтели да тренирају карате растао је сваки дан, тако да је постало тешко пронаћи место свима да тренирају. Зато је, 1939. године, мајстор Фунакоши основао "Shotokan" доџо, који је подигао о свом трошку. ("Shoto" је псеудоним који је користио када у калиографији и да потписује своју поезију. "Shoto" значи "борови таласи“ и односи се на звук ветра који дува кроз борове, а подсећа на звук океанских таласа.)
Интересантно је да у својој карате школи, никад прихватио турнирска такмичења и борбе у двоје.
Његов син, Фунакоши Гиго модернизовао је систем каратеа који је он првобитно развио. Ово је превасходно постигао спуштајући висину неких техника као zuki (ударци), shuto uchi (напад руке с ножем) и додајући технике шута које се изводе изнад висине струка. Shotokan, како је временом назван, развио се под утицајем кендо-вих удаљености и тајминга.
Све ово је довело до настанка Јапанске Карате Асоцијације (ЈКА) 1955. године, са Фунакошијем као главним инструктором, мада Фунакоши није подржавао све промене које је та организација увела у карате. Остао је у Токију до своје смрти 29. априла 1957. године, у 89. години. Након Другог светског рата Фунакошијеви преживели ученици (углавном универзитетски студенти) формализовали су његово учење.

## После Другог светског рата
У ваздушним нападима у другом св. рату, Shotokan доџо је уништен, и развој каратеа је заустављен. Међутим, након рата, Фунакошијеви следбеници су се поново организовали, и 1949. године формирали Јапанску Карате Асоцијацију, са Фунакошијем као врховним мајстором.
Министарство образовања је, 10. априла 1949. године, званично признало ЈКА. Само 19 дана касније у 89. години мајстор Фунакоши је преминуо. Велика комеморативна служба одржана је у Ryogoku Kokugikan-у (националној сумо дворани), а присуствовало је више од 20.000 људи, укључујући и многа позната имена која су дошла да одају пошту.
Споменик мајстору Фунакошију постављен је у Енкакуји храму у Токију. Чланови ЈКА сваке године долазе да одају пошту на 29. април, датум одржавања Shoto фестивала.
Фунакоши је објавио више књига о каратеу, укључујући своју аутобиографију - „Карате-до: Мој начин живота“.

## Цитати
"Крајњи циљ каратеа не лежи у победи нити у поразу, већ у савршености његових вежбача“
"Победити у хиљаду пута у хиљаду битака није највећа вештина; већ покорити непријатеља без борбе“

## Ниђу Кун (Niju Kun)
Ниђу Кун су двадест темељних правила (начела) каратеа, која је Фунакоши Гичин уградио у карате, базирајући се претежно на Бушидо и Зен филозофију, која чине основу уметности Карате-До (пут празне руке, односно пут празне шаке). Поред Ниђу Кун који објашњава основне принципе Карате Доа и служи усавршавању каратеа постоји Дођо Кун. Творац Дођо Кун (Dojo Kun) је Тоде Сакугава, а њих се придржавао и отац модерног каратеа Гичин Фунакоши. Ова правила важе и дан данас, уз нека мала одступоања и тумачења.
1. Карате до ња реи ни хајимари, реи ни овару кото во васуруна. 
Не заборави: Карате почиње са реи и завршава са реи (реи - Поштовање, пристојност)
2. Карате ни сенте наши. 
У каратеу нема превентивног напада. (Карате не познаје „први“ напад.)
3. Карате ва ги но тасуке. 
Карате је помоћник правде.
4. Мазу јико во шире, шикошите тао во шире. 
Спознај прво себе а после другога.
5. Гијуцу јори шинјуцу. 
Вештина духа долази пре вештине технике.
6. Кокоро ва ханатан кото во јосу. 
Учи да контролишеш дух, тада га ослободи бескорисног.
7. Вазаваи ва гетаи ни шозу. 
Несрећа настаје због непажње.
8. Доџо номино карате то омоу на. 
Карате није само у дођу.
9. Карате но шугјо ва исшо де ару. 
Тренинг каратеа траје (обухвата) читав живот.
10. Араи јуро моно во карате ка сејо, соко ни мјо ми ари. 
Повезати свакодневницу са каратеом, то је магија те вјештине.
11. Карате ва ју но гото ши таезу нацудо во атаезареба мото но мизу ни каеру. 
Истински карате је као врућа вода које се хлади ако је стално не подгријаваш.
12. Кацу кангае ва моцу на макену кангае ва хицујо. 
Не размишљај како ћеш победити, него размишљај како да не иузгубиш.
13. Теки ни јоте тенка сејо. 
Мењај се, зависно од противника.
14. Татакаи ва кјојицу но соју икан ни ари. 
Борба зависи од прецизности ударца.
15. Хито но те аши во кен то омое. 
Претпостави да су ти руке и ноге - сабље.
16. Данши мон во изуреба хјакуман но теки ари. 
Када изађеш из дворишта младости, имаш пуно противника.
17. Камае ва шошинша ни ато ва шизентаи. 
Заузимање става постоји само код почетника, касније постоји само природан став.
18. Ката ва тадашику јисен ва бецо моно. 
Вежбај кату правилнно, у правој борби је друга прича.
19. Чикара но кјојаку, карада но шиншуку, ваза но канкју во вазаруна. 
Тврд и мек, напетост и опуштеност, споро и брзо, све заједно са правим начином дисања.
20. Цуне ни шинен куфу сејо. 
Увек размишљај и испробавај ново.

### Аутобиографија
Објавио више књига о каратеу. Кратко пре смрти, са скоро 90 година, Гичин Фунакоши завршава своју биографију.
- Gichin Funakoshi: Karate-Dō: Mein Weg..  978-3-921508-53-4.